# Drapeau de Denver
Le drapeau de Denver est le drapeau officiel de la ville de Denver dans l'État du Colorado. Il a été dessiné par un lycéen et adopté en 1926. Un zigzag blanc sépare horizontalement le champ bleu où est présent un cercle jaune, d'un champ rouge. Cela représente le soleil sur les montagnes Rocheuses. La couleur jaune symbolise l'or (trouvé dans la région) et la couleur rouge la terre des plaines du Colorado. Le cercle symbolise également la position centrale de Denver dans l'État du Colorado. La couleur blanche du zigzag symbolise l'héritage des Amérindiens.